# Romaine Sawyers
Romaine Theodore Sawyers, född 2 november 1991, är en fotbollsspelare från Saint Kitts och Nevis som spelar för Cardiff City.

## Klubbkarriär
Den 27 juli 2019 återvände Sawyers till West Bromwich Albion, där han skrev på ett treårskontrakt. Den 20 augusti 2021 lånades Sawyers ut till Stoke City på ett säsongslån.
Den 6 juli 2022 värvades Sawyers av Cardiff City, där han skrev på ett tvåårskontrakt.

## Landslagskarriär
Sawyers debuterade för Saint Kitts och Nevis den 10 oktober 2012 i en 2–0-vinst över Anguilla, där han även gjorde ett mål.